# Žirmūnai
Žirmūnai seniūnija (litauisk: Žirmūnų seniūnija) er en bydel i Vilnius på nord-vest for Neris, umiddelbart nord for Senamiestis, Vilnius' historiske centrum.
Žirmūnai seniūnija består af kvarteret (litauisk: Miesto dalis (mikrorajonas)): Žirmūnai.

## Galleri
- Žirmūnai seniūnija er den tættest befolkede bydel i Vilnius
- Udsigt over Žirmūnai